# CO Roubaix-Tourcoing
Club Olympique Roubaix-Tourcoing was een Franse voetbalclub. De club werd in 1945 gesticht na een fusie tussen 3 grote clubs Racing Roubaix, Excelsior Roubaix en US Tourcoing en een kleine club US Roubaix.
Twee jaar na de oprichting werd de club Frans kampioen. Na het seizoen 1954-1955 degradeerde de club echter uit de hoogste klasse. US Tourcoing verliet de club in 1957 en begon opnieuw, maar toch behield de club Tourcoing in zijn naam. Na 8 seizoenen 2de klasse degradeerde de club naar 3de.
De club verloor zijn profstatus en ook RC Roubaix verliet de club en werd opnieuw onafhankelijk. In 1970 hield de club helemaal op te bestaan en begon ook Excelsior Roubaix opnieuw.

## Erelijst
- Frans kampioen: 1947